# Storia di Neve
Storia di Neve è un romanzo fantasy di Mauro Corona, pubblicato nel 2008 da Mondadori. A differenza di altri libri dello scrittore ertano, questo romanzo è pura opera della sua fantasia e non riguarda in alcun modo eventi che hanno segnato la sua vita; alcuni dei personaggi del libro, però, sono stati citati anche in altri libri basati sui ricordi di Corona come, ad esempio, i "Fantasmi di pietra".

## Trama
Il romanzo inizia nell'inverno del 1919, a Erto, luogo sempre ricorrente nei libri dell'autore. 
Neve Corona Menin è l'unica bambina ad essere nata in quell'inverno gelido che sembra rendere impossibile la vita fuori di casa. Ciononostante, pare che la bambina non risenta assolutamente del freddo e preferisce rimanere scoperta piuttosto che avvolta nelle coperte. I genitori sono Maria e Felice Corona Menin; quest'ultimo, inoltre, avrà un ruolo chiave nello svolgimento di tutta la vicenda. 
Data la sua sopportazione al freddo e il fatto che abbia una pelle candida come la neve, i neogenitori decidono di chiamarla Neve. La fanno battezzare non senza una forte riluttanza da parte di Don Chino, il prete del paese, in quanto "nessun santo o madonna si è mai chiamato Neve", ma sotto la minaccia di morte fattagli da Felice, cede. 
Col passare dei giorni, genitori e paesani cominciano a sospettare che la bambina sia una specie di santa o addirittura la Madonna scesa sulla Terra. In principio, quando Felice fa sparire i cuccioli della loro cagna e questa si porta Neve all'aperto come se fosse una creatura da accudire, i genitori vedono come Neve abbia resisto al gelo e alle intemperie per buona parte della notte, prima che la ritrovassero accanto alla cagna. 
Pochi giorni dopo un ragazzino di nome Matteo, camminando, marcia sopra una pozzanghera ghiacciata, rompe la superficie e vi scivola dentro. Col rischio di morire assiderato raggiunge la casa di un falegname, il quale lo trae in salvo; tuttavia nei giorni successivi Matteo peggiora, accusando forti e terribili attacchi di febbre. La madre del ragazzo, Marianna detta "La Bolp" (la volpe), anche se non è particolarmente convinta di ciò che ha sentito dire su Neve, decide di condurlo a casa dei coniugi Menin. 
Una mano di Neve viene passata sul corpo febbricitante di Matteo: il ragazzino si raffredda in pochi minuti. Risvegliandosi sostiene di essere guarito, ma anche di aver avuto un incubo spaventoso: si era ritrovato in un terrificante luogo fatto esclusivamente di ghiaccio, dove aveva visto migliaia di uomini e di donne condannati a supplizi; tutto si ripeteva all'infinito, eterno come una pena infernale. Tra i volti straziati, Matteo ha riconosciuto persone che avevano abitato Erto. 
Giunto più avanti raggiunge una sorta di gigantesco trono sul quale campeggia una donna anziana, dall'aspetto orripilante, che dichiara di essere la strega Melissa. Su di lei volteggia una bambina di pochi mesi. La strega spiega al ragazzo che quello che ha appena visto è il suo personale Inferno di ghiaccio nel quale ogni condannato rimane per cinquecento anni a patire le pene che l'hanno condotto alla morte. Dopodiché trasmigra direttamente all'Inferno vero e proprio, quello di Satana. Spiega anche la sua tramutazione in strega. Inoltre, indica al ragazzo che cinque ertani, quattro uomini e una donna, dovranno morire nel giro di un anno per sua volontà. Raccomanda inoltre al ragazzo di salvaguardare Neve da Felice. 
Nel corso dell'anno accade esattamente ciò che Melissa aveva predetto. Intanto Felice decide di sfruttare le capacità della figlia per guadagnare denaro: con l'aiuto di alcuni compaesani inscena falsi malanni da far guarire alla piccola, attirando così una schiera di ammalati speranzosi, a cui chiede ingenti somme per miracoli che, nella maggior parte dei casi, non avvengono; tuttavia i falsi miracoli (e sporadicamente alcuni reali) permettono all'inganno di continuare per molti anni, con Felice che adduce i fallimenti alla scarsa fede o all'avarizia dei questuanti. 
Neve e la madre, col tempo, cercano di ribellarsi all'attuazione di questi raggiri. La ragazza dal canto suo si scopre innamorata di Valentino, un ragazzino di due anni più giovane, che la ricambia; il loro amore sincero contrasta con la grettezza dei rapporti tra i vari personaggi del romanzo, tuttavia i due non possono stare insieme poiché a Neve non è permesso amare: nelle vicinanze di Valentino, ella inizia a sciogliersi come neve al sole, così i due possono appena sfiorarsi di sfuggita. 
Intanto Felice, i "compari" e alcuni personaggi coinvolti nei raggiri dei miracoli cadono in una spirale di violenza e delitti, prede dell'avidità o della propria stupidità. 
L'epopea prosegue con piglio tragico, a tratti noir. L'ultimo personaggio ad uscire di scena è Maria, la madre di Neve, che muore anziana di malattia.